# 압둘 카데르 케이타
압둘카데르 케이타(프랑스어: Abdul-Kader Keïta 1981년 8월 6일 ~ )는 코트디부아르의 전 축구 선수이다. 과거 코트디부아르의 축구 국가대표 선수였으며 그의 어머니는 소말리아인이다.

## 수상 경력
- 알아인
  - UAE 리그 : 2001/02
  - 걸프 클럽 챔피언스 컵: 2001
- 알사드
  - AFC 챔피언스리그: 2011
  - 카타르 1부 리그: 2004
  - 카타르 아미르 컵: 2003, 2005
  - 카타르 크라운 프린스 컵: 2003
- 올랭피크 리옹
  - 리그 1: 2007/08
  - 쿠프 드 프랑스: 2007/08